# عبدالله بن سلام
عبدالله بن سلّام، از نخستین یهودیانی است که پس از هجرت محمد به مدینه، اسلام آورد. بسیاری، همچون ابوهریره و دیگران از او کسب علم کرده‌اند. او از بیعت با علی بن ابی‌طالب سرپیچی کرد و با خروج او از مدینه به بصره و سپس به عراق مخالف بود. برخی از سخنان او از قصص معروف به اسرائیلیات است.
سعد ابن ابی وقاص می گوید:
در طول زندگی خود که در کنار پیامبر بودم هیچگاه ندیدم قول بهشت به کسی دهد مگر عبدالله ابن سلام که به خاطر خدمات او در زمینه علم و دانش برای مسلمانان بود.